# Gerichtsbezirk Ebreichsdorf
Der Gerichtsbezirk Ebreichsdorf war ein Gerichtsbezirk in Niederösterreich und einer von zweien im Bezirk Baden. Der übergeordnete Gerichtshof ist das Landesgericht Wiener Neustadt.

## Gemeinden
(Einwohner: Stand 1. Jänner 2024)

### Städte
- Ebreichsdorf (11.978)

### Marktgemeinden
- Günselsdorf (1.728)
- Oberwaltersdorf (5.184)
- Pottendorf (7.681)
- Reisenberg (1.778)
- Seibersdorf (1.579)
- Teesdorf (1.891)
- Trumau (3.738)

### Gemeinden
- Blumau-Neurißhof (1.938)
- Mitterndorf an der Fischa (3.096)
- Tattendorf (1.435)

## Geschichte
Am 1. Jänner 2013 wurde der Gerichtsbezirk Ebreichsdorf aufgelöst und die Gemeinden dem Gerichtsbezirk Baden zugewiesen.